# My Ladye Nevells Booke
My Ladye Nevells Booke („Milady Nevilles Buch“; British Library MS Mus. 1591) ist ein Manuskript mit Musik für Tasteninstrumente (Virginal) des englischen Komponisten William Byrd (ca. 1543–1623) und zusammen mit dem Fitzwilliam Virginal Book eine der wichtigsten Sammlungen von Renaissancemusik, die für diese Instrumentenkategorie geschrieben wurde. 

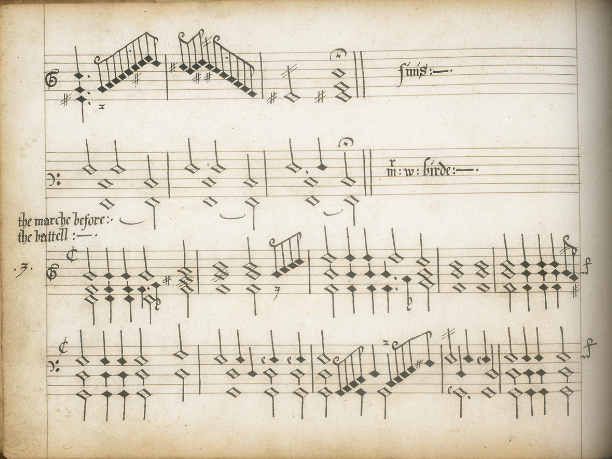
Anfang des Marsches vor der Schlacht

## Die Sammlung
Die Sammlung stellt ein bedeutendes Denkmal für Byrds kompositorische Leistung dar. Der auf 1591 datierte und hübsch gebundene Band wurde 2006 von der British Library erworben.
Der Band enthält Tänze, Variationen, kontrapunktische Fantasien und ein mehrsätziges Schlachtengemälde „The Battell“ (Battaglia) und wurde offenbar aus den Manuskripten des Komponisten für Lady Neville, der Halbschwester von Francis Bacon und dritten Frau von Sir Henry Neville of Billingbere, der ihr zweiter Ehemann war, zusammengestellt. Geschrieben wurde die Sammlung von dem Sänger, Komponisten und Kopierer John Baldwin.
Hilda Andrews lieferte 1926 eine Reproduktion der Sammlung von 245 Seiten von Byrds Virginalmusik, die Lady Neville geschenkt wurde. Viele der 42 Stücke waren zuvor nicht gedruckt worden.
Stücke wie Will yow walke the woods soe wylde oder A Fancie for my Ladye Nevell beispielsweise sind darin enthalten.

## Stücke
Im Einzelnen handelt es sich um folgende Stücke:
- 1 My Ladye Nevels Grownde
- 2 Qui Passe: for my ladye nevell
- 3 The Marche before the Battell
- 4 The Battell[6]
  - I. The souldiers sommons
  - II. The march of footemen
  - III. The March Of Horsemen
  - IV. The trumpetts
  - V. The Irish marche
  - VI. The bagpipe and the drone
  - VII. The Flute And The Droome
  - VIII. The Marche To The Fighte
  - IX. The retreat
- 5 The Galliarde for the Victorie
- 6 The Barelye Breake
- 7 A Galliards Gygge
- 8 The Huntes upp
- 9 Ut re mi fa sol la
- 10 The Firste Pavian
- 11 The Galliarde to the Firste Pavian
- 12 The Seconde Pavian
- 13 The Galliarde to the Seconde Pavian
- 14 The Third Pavian
- 15 The Galliarde to the Third Pavian
- 16 The Fourth Pavian
- 17 The Galliarde to the Fourth Pavian
- 18 The Fifte Pavian
- 19 The Galliarde to the Fifte Pavian
- 20 Pavana the Sixte: Kinbrugh Goodd
- 21 The Galliarde to the Sixte Pavian
- 22 The Seventh Pavian
- 23 The Eighte Pavian
- 24 The Passinge Mesures: The Nynthe Pavian
- 25 The Galliarde to the Nynthe Pavian
- 26 A Voluntarie: for my ladye nevell
- 27 Will Yow Walke the Woods soe Wylde
- 28 The Maydens Song
- 29 A Lesson of Voluntarie
- 30 The Second Grownde
- 31 Have with Yow to Walsingame
- 32 All in a Garden Grine
- 33 Lord Willobies Welcome Home
- 34 The Carmans Whistle
- 35 Hughe Ashtons Grownde
- 36 A Fancie
- 37 Sellingers Rownde
- 38 Munsers Alman
- 39 The Tennthe Pavian: Mr. W. Peter
- 30 The Galliarde to the Tenneth Pavian
- 41 A Fancie
- 42 A Voluntarie